# Paradeutella bituberculata
Paradeutella bituberculata is een vlokreeftensoort uit de familie van de Caprellidae. De wetenschappelijke naam van de soort is voor het eerst geldig gepubliceerd in 1937 door Barnard.